# Mont Uchiichi
Le mont Uchiichi (ウチイチ山, Uchiichi-yama) est une montagne culminant à 1 021 m d'altitude dans les monts Hidaka en Hokkaidō au Japon.